# Szwedzka rodzina królewska
Szwedzka rodzina królewska (szw. Kungafamiljen) – grupa osób, które łączą bezpośrednie relacje rodzinne z monarchą szwedzkim. Obecnie panujący król Szwecji pochodzi z dynastii Bernadotte.
Wszyscy członkowie Domu Królewskiego (szw. Kungahuset) są tytułowani Królewską Wysokością (z wyjątkiem samego króla oraz jego żony, którzy tytułowani są Królewską Mością). Do 2019 roku do Domu Królewskiego należeli wszyscy wnukowie króla. Zmieniło się to na skutek decyzji monarchy, który chciał w ten sposób uregulować, kto z jego potomków będzie reprezentował go w oficjalnych wystąpieniach  – ograniczył liczbę tych osób do swoich dzieci, zięcia, synowej, dzieci najstarszej córki i jednej z sióstr. 

## Członkowie

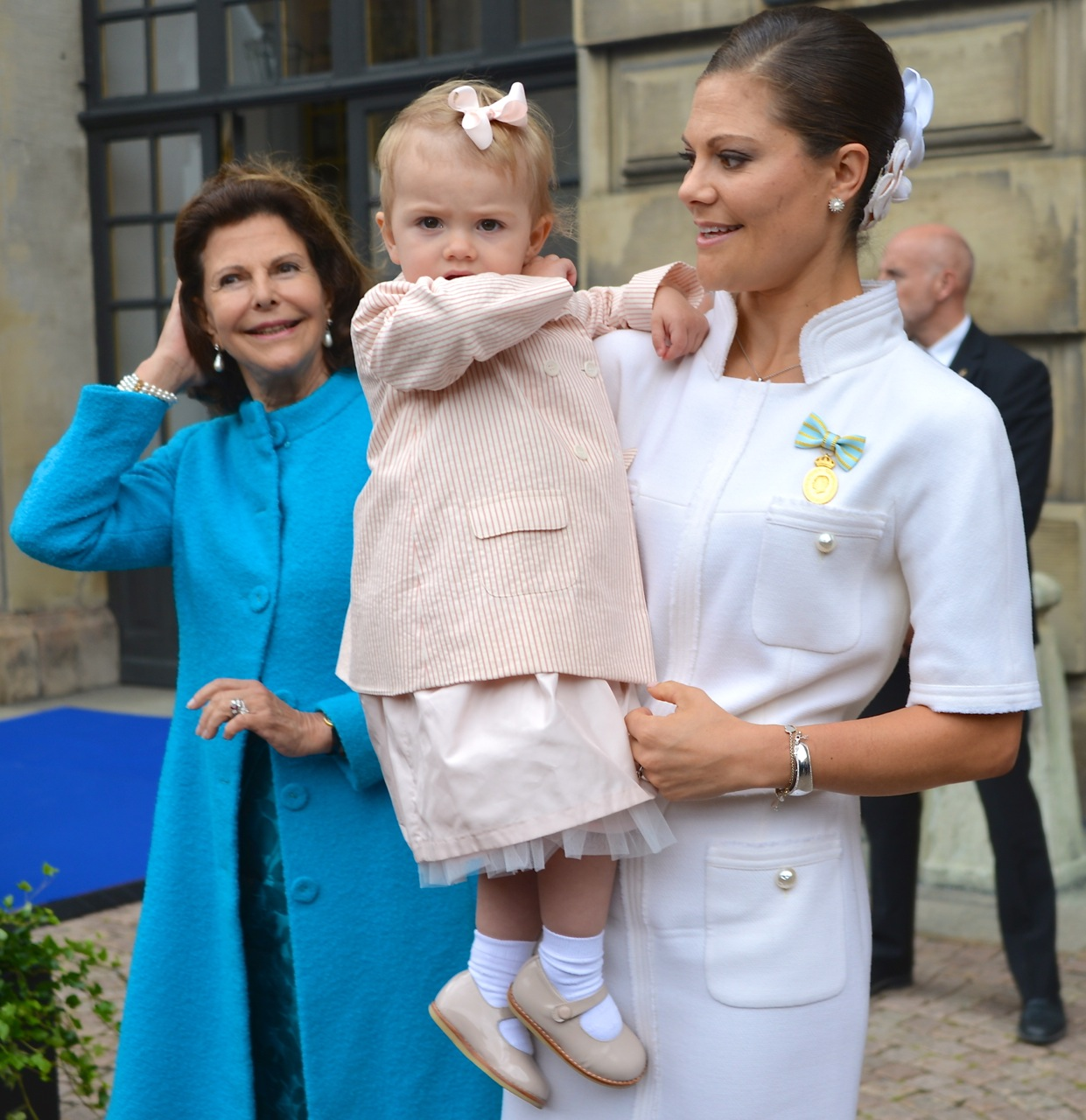
Obecna królowa Szwecji, Sylwia, z najstarszą córką, Wiktorią, oraz wnuczką, Stellą (2013)

Dom Królewski (szw. Kungahuset) obejmuje parę królewską, ich dzieci oraz wnuki (ale tylko ze strony najstarszej córki), a także jedną z sióstr króla, która wyszła za mąż za księcia i zachowała prawo do tytułowania się Królewską Wysokością.
- JKM Król Szwecji i JKM Królowa Szwecji
  - JKW Księżniczka Wiktoria i JKW Książę Daniel (córka i zięć króla)
    - JKW Księżniczka Stella (córka następczyni tronu, wnuczka króla)
    - JKW Książę Oskar (syn następczyni tronu, wnuk króla)

  - JKW Książę Karol Filip i JKW Księżna Zofia (syn i synowa króla)
  - JKW Księżniczka Magdalena (córka króla, zamężna z Christopherem O'Neillem)

Rodzina królewska (szw. Kungafamiljen) obejmuje osoby, które wchodzą w skład Domu Królewskiego, oraz:
- Książę Aleksander (wnuk króla, syn księcia Karola Filipa)
- Książę Gabriel (wnuk króla, syn księcia Karola Filipa)
- Książę Julian (wnuk króla, syn księcia Karola Filipa)
- Księżniczka Ines (wnuczka króla, córka księcia Karola Filipa)
- Księżniczka Eleonora (wnuczka króla, córka księżniczki Magdaleny)
- Książę Mikołaj (wnuk króla, syn księżniczki Magdaleny)
- Księżniczka Adrianna (wnuczka króla, córka księżniczki Magdaleny)
- Księżniczka Małgorzata (siostra króla)
- Księżniczka Dezyderia (siostra króla)
- Księżniczka Krystyna (siostra króla)

## Linia sukcesyjna
Obecnie pretendentami do tronu są osoby pochodzące z dynastii Bernadotte. Ze względu na swoje powiązania rodzinne z królową Wielkiej Brytanii, Wiktorią Hanowerską, osoby znajdujące się w linii sukcesji do szwedzkiego tronu, zajmują także (odległe) miejsca w linii sukcesji do brytyjskiego tronu.